# Vaiú-purana
El Vaiú-purana es uno de los 18 puranas (textos religiosos hinduistas) principales.
Supuestamente fue hablado por el dios Vaiú (el dios del viento), y contiene cerca de 24 000 slokas.
- vāyupurāṇa, en escritura devanagari del sánscrito.
- वायुपुराण, en el sistema AITS (alfabeto internacional de transliteración sánscrita).
- pronunciación: /vaaiú puraana/.
- etimología: vāiú: ‘viento’ y ‘dios del viento’, siendo vā: ‘que va’ y ‘viento’; esta palabra es cognada del griego αημι /aimi/, del gótico waian y winds, del inglés wind, del latín ventus y del español «viento».

Es un shaiva purana (uno de los seis puranas principales que alaban a Shivá como dios supremo).

## Datación
Bana Bhatta (siglo VII) se refiere a esta obra en el Kadambari y en el Jarsha-charita. En este último dice que leyó este Purana en su pueblo natal.
El destacado erudito persa Alberuni (973-1048), describe dieciocho Puranas en sus obras, y dice que el Vaiú-purana es considerada como escritura sagrada en la India, incluso desde antes del 600.
Sin embargo el texto podría haber sido escrito en el siglo III a. C., ya que incluye «profecías» bastante exactas de todos los reyes desde el rey Parikshit (nieto de Áryuna) pero que alcanzan solo hasta el comienzo del periodo Gupta (siglo III d. C.).
Según el libro Indian wisdom, de sir M. Monier-Williams, casi todos los demás Puranas pueden haber sido escritos posteriormente a este.
Las completas descripciones de la región del río Narmadá podría indicar que el texto debe de haber sido escrito en la zona del reino Malava (la región occidental del estado de Madhya Pradesh, en el centro de la India).

## Contenido
El texto existente se divide en cuatro padas (partes):
1. Prakríia pada (capítulos 1-6).
2. Anushanga pada (capítulos 7-64).
3. Upodghata pada (capítulo 65-99) y
4. Upasamhara pada (capítulos 100 a 112).

El Gaia majatmia es un texto que elogia el tirtha (lugar de peregrinación) de Gaia (en el estado de Magadha). Se puede encontrar en algunos manuscritos de este Purana (aparece como los capítulos 105 a 112 de esta cuarta parte) aunque también se lo encuentra como un trabajo independiente.
El Vaiú-purana se refiere a los siguientes temas:
- creación y re-creación del universo;
- la medición del kala (tiempo);
- el origen de Agní, Varuna y una serie de dioses;
- origen y descendencia de Atri, Bhrigu, Anguiras y algunos otros sabios, daitias, rakshasas, gandharvas y pitris;
- origen de los animales, pájaros, árboles y enredaderas;
- genealogías de los reyes antiguos descendientes de Vaivasvata Manu e Ila;
- lista de reyes de kali iugá, que termina con el comienzo del Imperio gupta (fines del siglo III d. C., un periodo muy prolífico en escritos sagrados, como el Majábharata);
- geografía detallada de la Tierra dividida en siete dwipas (continentes concéntricos) y subdivisión de los varshas (países);
- cuentas de los habitantes de los dwipas
- nombres y descripción de los siete patalas (planetas infiernales);
- manu-antaras (‘intervalos [eones o eras] de cada dios Manu’);
- descripción de los cuatro iugás;
- descripción mitológica del sistema solar;
- los movimientos de los cuerpos celestes;
- capítulos sobre música;
- enumeración de varios shakhas (escuelas de recitación) de los Vedas;
- el pashupata yoga;
- derechos de las personas pertenecen a diferentes castas;
- ritos funerarios.[1]
- la adoración del dios Shivá;[4]